# Kornel Makuszyński

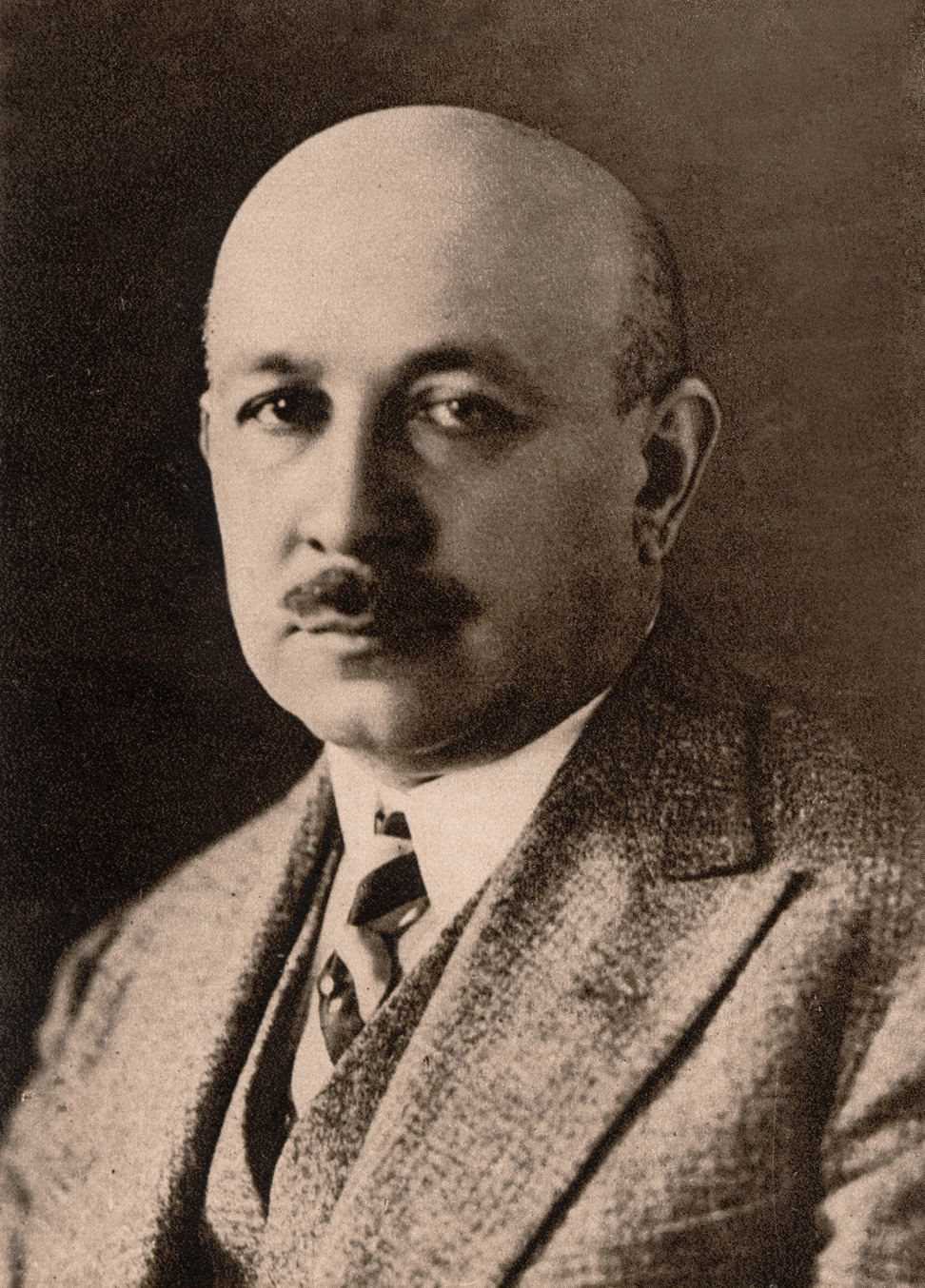
Kornel Makuszyński 1931

Kornel Makuszyński (* 8. Januar 1884 in Stryj; † 31. Juli 1953 in Zakopane) war ein polnischer Schriftsteller, Dichter und Theaterkritiker.

## Leben
Im Alter von 14 Jahren schrieb Makuszyński seine ersten Gedichte. Er studierte Philologie an der Universität Lemberg und der Universität Paris. Seit 1918 lebte er in Warschau, seit 1945 in Zakopane. Makuszyński wurde Mitglied der Polnischen Literaturakademie und erhielt zahlreiche Preise.
Mehrere Werke Makuszyńskis wurden verfilmt, darunter die Romane Awantura o Basię (1959 von Maria Kaniewska) und O dwóch takich, co ukradli księżyc (1962 von Jan Batory). Die Kinderbuchreihe Przygody Koziołka Matołka wurde als Zeichentrickserie adaptiert; der Satz w Pacanowie kozy kują (in Pacanów werden Ziegen mit Hufen beschlagen) erlangte in Polen eine große Berühmtheit.
In Zakopane befindet sich ein Museum, welches Makuszyński und seinem Werk gewidmet ist.

## Werke
- 1908 – Połów gwiazd (Der Sternenfang)
- 1912 – Szewc Kopytko i kaczor Kwak (Der Schuster Leisten und der Enterich Quack)
- 1916 – Krawiec Niteczka (Schneider Nadelfein)
- 1925 – Bezgrzeszne lata (Sündenfreie Jahre)
- 1928 – O dwóch takich, co ukradli księżyc (Die zwei Monddiebe)
- 1933 – 120 Przygód Koziołka Matołka (120 Abenteuer des Ziegenböckchen-Trottels)
- 1933 – Druga Księga przygód Koziołka Matołka (Zweites Buch der Abenteuer des Ziegenböckchen-Trottels)
- 1934 – Trzecia Księga przygód Koziołka Matołka (Drittes Buch der Abenteuer des Ziegenböckchen-Trottels)
- 1934 – Czwarta Księga przygód Koziołka Matołka (Viertes Buch der Abenteuer des Ziegenböckchen-Trottels)
- 1935 – Awantury i wybryki małej małpki Fiki-Miki (Krawalle und Ausschweifungen des Äffchens Fiki-Miki)
- 1936 – Awantura o Basię (Der Streit um Basia)
- 1936 – Fiki-Miki dalsze dzieje, ten kto czyta, ten się śmieje (Weitere Geschichte des Äffchens Fiki-Miki, wer das liest, der lacht)
- 1937 – Szatan z siódmej klasy (Teufel der 10. Klasse)
- 1938 – Na nic żale, na nic krzyki, koniec przygód Fiki-Miki (Unnütze Klagen, unnütze Schreie, das Ende der Abenteuer von Fiki-Miki ist gekommen)
- 1940 – Szaleństwa panny Ewy (Fräulein Evas Torheiten)

## Verfilmungen
- 1959: Streit um Basia (Awantura o Basię)
- 1960: Der Teufel der 10. Klasse (Szatan z siódmej klasy)
- 1962: Die zwei Monddiebe (O dwóch takich, co ukradli księżyc)
- 1987: Der Freund des lustigen Teufels (Przyjaciel wesołego diabła)